# 契島運輸
契島運輸（ちぎりしまうんゆ、英文社名：Chigirishimaunyu CO.,LTD.）は、広島県豊田郡大崎上島町東野に本社を置く、資源リサイクル事業、東邦亜鉛製品の販売も行う海運会社。

## 概要
1968年（昭和43年）1月9日、東邦亜鉛株式会社契島製錬所から分社化。契島にある製錬所への運輸を担う。また、東邦亜鉛の完全子会社でもある。

## 航路
フェリー・客船
- 竹原内港 - 契島

フェリー
- 竹原港 - 契島

客船
- 契島 - 白水港（大崎上島）